# Calyptridium
Calyptridium es un género de plantas de la familia Montiaceae.

## Taxonomía
Calyptridium fue descrito por Thomas Nuttall y publicado en A Flora of North America: containing . . . 1(2): 198. 1838. La especie tipo es: Calyptridium monandrum Nutt. 

## Especies
- Calyptridium nudum Greene
- Calyptridium paniculatum (Kellogg) Greene